# Manal
Manal va ser un trio precursor del blues i el rock cantats en castellà. integrat per Alejandro Medina (baix elèctric i veu), Claudio Gabis (guitarra elèctrica, harmònica, piano i òrgan) i Javier Martínez (bateria i veu). Amb Los Gatos i Almendra, és considerat grup fundacional del Rock de l'Argentina i un dels pilars del gènere en aquest país i en Iberoamèrica. En les dècades posteriors, el seu estil i estètica han servit d'inspiració a nombrosos intèrprets i grups musicals.
L'estil del grup tenia sobretot influències de la música afroamericana: blues, rhythm & blues, soul, rock and roll, cool jazz, bebop, i també de la música Rioplatense: Tango i Candombe. A causa del seu format de trio, se'ls va comparar amb The Jimi Hendrix Experience i amb el grup anglès Cream, i en al · lusió a aquest últim, el primer nom amb què se'ls va conèixer va ser "Ricota", encara que ells mai ho van usar per autoidentificar. El nom Manal, proposat per Javier Martínez durant un "brain storming", poc després de vincular-se amb el naixent segell discogràfic independent  Mandioca, va ser assumit immediatament pel grup. En la primera etapa de la seva existència (1968-1971), la majoria dels temes interpretats pel trio van ser composts per Javier Martínez.

## Fundació del trio (1967-1968)
Els inicis del conjunt remunten a quan Javier Martínez i Claudio Gabis es van conèixer a l'agost de 1967 al happening del Institut Di Tella "Beat Beat Beatles". Gabis, un jove guitarrista amant del blues, participava en l'espectacle amb el seu grup  Bublin'Awe . Per la seva banda, Martínez (ja un reconegut bateria que havia format part amb Moris i Pajarito Zaguri de Los Beatniks, també apassionat per la música Afroamericana), ho feia amb  El Grupo de Gastón . En acabar l'assaig de l'audiovisual, tots dos van xerrar sobre els seus gustos comuns i ràpidament van establir una relació d'amistat que donaria bons fruits artístics poc temps després.
Al final de 1967, el grup de Gabis es va dissoldre i Martínez va deixar el seu. Tots dos van decidir llavors crear una banda de blues i soul, però amb lletres en castellà, tal com va proposar Martínez. El projecte va començar a cristal·litzar el 1968, quan es va sumar a ells Alejandro Medina, baixista i cantant que provenia del grup Beat The Seasons, dotat de molta experiència i notable domini de l'instrument. Inicialment, els tres es van reunir per formar la banda de l'obra teatral i musical Vietrock, que llavors es muntava al Teatre Payró, però no conformes amb les condicions laborals que els proposaven, van decidir deixar-abans de l'estrena. Es van instal·lar en el departament de Medina, situat sobre l'Avinguda Rivadavia al barri d'Onze, i van començar a preparar un repertori de clàssics de soul i blues cantats en anglès, pensant que, a curt termini, això els permetria aconseguir actuacions en l'ampli circuit de Boliches (discoteques) que funcionaven a la ciutat de Buenos Aires i els seus voltants. No obstant això, el seu objectiu va ser, des del primer moment, desenvolupar un estil propi i gravar els temes originals en castellà que aportava Martínez, per la qual cosa es van dedicar, sobretot, a assajar aquest material, posant èmfasi en perfeccionar els arranjaments instrumentals i desenvolupar la creativitat i la improvisació com a elements fonamentals de la seva música, una cosa que, no sent habitual en els grups de rock de l'època, evidencia la important influència que el Jazz va exercir en el peculiar estil del trio.

## Mandioca (1968)
Gairebé al mateix temps,  Jorge Álvarez, Pedro Pujó, Rafael López Sánchez i Javier Arroyuelo van fundar  Mandioca, amb l'eslògan "la mare dels nois", primer segell discogràfic independent del rock argentí. En una festa organitzada a casa de la periodista Piri Lugones, els "setmanals" conèixer als seus futurs productors, que els van proposar no només gravar, sinó actuar en concerts realitzats en teatres, cosa insòlita per als músics de rock en aquell temps (els grups actuaven en clubs de barri perquè la gent ballés).
El segell Mandioca es va llançar el novembre 12 de 1968 amb un concert realitzat a la Sala Apolo de la carrer Corrents (on va funcionar després el cinema Lorange), en el qual van participar Manal, Miguel Abuelo i la cantant Cristina Plate. A la fi de 1968, Mandioca va editar el primer senzill de Manal: "Qué pena me das" amb "Para ser un hombre más" com banda B, i a mitjans de 1969 el segon, “No pibe” amb “Necessito un amor” com a banda B. La resposta del públic va ser positiva i les seves presentacions van començar a reunir cada vegada a més gent.
La consagració va arribar al Festival Pinap, organitzat a finals de 1969, quan els assistents van envair l'escenari de l'amfiteatre on es realitzava (proper a l'actual Facultat de Dret, avui desaparegut), entusiasmats per l'actuació del trio. Aquest any la banda s'havia presentat amb molta freqüència, aconseguint una justesa instrumental notable. Amb Manal, el seu primer LP de 1970, va quedar demostrat que es podia fer blues i rhythm & blues a castellà. "Jugo de tomate" i "Avellaneda Blues" (tema compost per  Javier Martínez i Claudio Gabis) són prova d'això.
Durant 1970 Manal aconsegueix la seva major popularitat, sent seguit en els seus concerts no només pel públic rocker, sinó també pels amants del jazz, que apreciaven les extenses improvisacions del trio i la sonoritat jazzística de la guitarra de Claudio Gabis. A més dels discos, el trio va realitzar la banda sonora del llargmetratge Tiro de Gràcia, dirigida per Ricardo Becher, un dels pocs testimonis fílmics que reflecteixen la bohèmia que caracteritzava l'Institut Di Tella i el Bar Modern, epicentres de l'Underground porteño d'aquesta època. Aquesta banda sonora conté temes compostos especialment per al film (no inclosos en cap disc) i música incidental, improvisada en l'estudi, on s'aprecia la força i creativitat del grup. Al film Javier Martínez també va debutar com a actor, encarnant "Paco", un dels personatges principals de la història.

## Dissolució (1971)
Mentrestant, les discogràfiques multinacionals, ja convençudes de les possibilitats comercials dels grups de Rock progressiu (als quals abans havien tancat les seves portes), van decidir acabar amb els segells independents que competien amb elles contractant sigui com sigui els seus millors artistes. Per diverses raons, la relació entre els "setmanals" i Mandioca s'havia deteriorat, i una oportuna oferta de la companyia discogràfica RCA els va convèncer finalment d'emigrar a una discogràfica important. Manal va signar amb RCA i va entrar als Estudis Ion per gravar nous temes.
El primer senzill publicat va ser “Elena” amb “Donya Laura”, com banda B i poc després va sortir a la venda el seu segon àlbum, El León” l'any 1971. Potser a causa del mal maneig de la discogràfica (que no sabia tractar amb artistes d'idiosincràsia "alternativa" ni promocionar adequadament els seus productes), aquest material no va obtenir l'èxit esperat. Això, sumat a problemes de management ia les divergències personals i professionals existents entre els seus integrants, va provocar la prematura dissolució de Manal a la fi de 1971.